# Garrett Hardin
Garrett Hardin   (Dallas, 21 d'abril de 1915 - Santa Barbara, 14 de setembre de 2003) era un ecologista estatunidenc que va advertir dels perills de la superpoblació. La seva exposició de la tragèdia dels béns comuns, en un article de 1968, crida l'atenció sobre «el dany que les accions innocents dels individus puguin causar al medi ambient». Ell és també conegut per la primera llei de Hardin d'ecologia humana: «No es pot fer només una cosa», que expressa la interconnexió de totes les accions.

## Biografia
Hardin va rebre una llicenciatura en zoologia de la Universitat de Chicago el 1936 i un doctorat en microbiologia de la Universitat Stanford el 1941. Va passar a la Universitat de Califòrnia, Santa Barbara, en 1946, on va exercir com a professor d'Ecologia Humana des de 1963 fins a la seva jubilació el 1978. Va ser un dels primers membres de la Society for General Systems Research.